# ميوزيك بانك
ميوزك بانك ((هانغل: 뮤직뱅크)) هو برنامج تلفزيوني موسيقي كوري جنوبي، يذاع بواسطة نظام البث الكوري (KBS). ويبث مباشرة كل يوم جمعة عند ساعة 6:30PM بتوقيت كوريا الجنوبية. وذلك منذ عام 2011، ويبث في 72 دولة مختلفة من خلال كي بي إس وورلد. حاليا البرنامج من تقديم اونتشاي و تشايمين